# Skippy (fumetto)
Skippy è un personaggio immaginario protagonista di una omonima serie a fumetti a strisce giornaliere e tavole domenicali scritta e disegnata da Percy Crosby, pubblicata negli Stati Uniti d'America dal 1923 al 1945. Divenne molto famoso e ispirò film, racconti e spettacoli radiofonici ed è stato oggetto di un vasto merchandising. La serie è stata fonte di ispirazione per altri fumetti come i Peanuts di Charles Schulz e ha influenzato l'opera di autori come Bill Watterson ed è considerata dalla critica un classico del genere. Il crescente successo del personaggio convinse la Paramount a produrre un lungometraggio omonimo nel 1931 che riscosse notevole successo; il successo della serie è tale che vennero anche organizzate mostre di originali degli autori sia negli Stati Uniti che in Europa, con esposizioni a Londra, a Parigi e a Roma dove in particolare la Galleria nazionale d'arte moderna acquistò alcune opere; l'editore italiano Universo fece inoltre esordire nel 1933 un settimanale, Il Monello, che presenta come protagonista la versione cinematografica del personaggio; al personaggio venne anche dedicato un francobollo commemorativo del servizio postale degli Stati Uniti del 1997.

## Storia editoriale
La serie esordì nel 1923 sulla rivista Life e due anni dopo esordisce con una propria serie sui quotidiani distribuito dal Johnson Features, dalla central Press Association e dalla Editors Features Service; venne poi notato dalla King Features Syndicate, che gli offre un ottimo contratto. L'enorme successo della striscia garantiva all'autore $2,350 alla settimana, più di quanto guadagnava il presidente degli USA. Per rispettare gli impegni per la produzione delle tavole, Crosby chiamò a collaborare come inchiostratore delle tavole un suo amico, Richard Reddy, che lavorerà con Crosby fino alla conclusione della serie producendo dal 1928 al 1937 oltre 3.600 episodi tra strisce e tavole, dieci libri di racconti, libri e saggi. Durante la seconda guerra mondiale, la serie perse popolarità finché non venne interrotta nel 1945. Crosby riuscì a conservare il copyright dell'opera, una rarità per un disegnatore di fumetti dell'epoca.

## Caratterizzazione del personaggio
Il protagonista è Skippy Skinner, un giovane ragazzo che vive in una città; indossa una cravatta con un enorme collo di camicia e un cappello floscio a scacchi.

## Altri media
Cinema
- Skippy (lungometraggio, 1931)

Radio
- Skippy (serial radiofonico)